# أغدينيس
أغدينيس، باللغة النرويجية Agdenes، هي بلدية في سور تروندلاغ وتنتمي لإقليم أوركدالين. المقر الإداري للبلدية هو قوية سيلبيكين، كما تضم قرى أخرى مثل: انغدالين، لينسفيك، فاسبيغدا وليسكا.

## معلومات عامة
تأسست بلدية فارنس في 1 يناير/كانون الثاني 1896 عندما تم فصلها عن بلدية أكبر تدعى أورلان. في 17 مايو/أيار 1879 تغير اسم البلدية من فارنس إلى أغدينيس بموجب قرار ملكي. في 1 يناير/كانون الثاني 1964 تم فصل الجزء الغربي من أغدينيس وضمه إلى سنيلفيورد، في نفس الوقت تم ضم كل من منطقة انغدالين من ستادسبيغد وبلدية لينفسيك إلى أغدينيس. في 1 يناير/1995 صوت سكان منطقة مولدتون للانفصال عن أغدينيس والانضمام لسنيلفيورد.

### التسمية
سميت البلدية نسبة إلى مزرعة أغدينيس (باللغة النوردية القديمة: Agðanes) وهذا لأن الكنيسة الأولى بنيت هناك. الجزء الأول من الاسم غير معروف المعنى، لكن يرجح أنه يشير إلى اسم مقاطعة إدغر التاريخية، أما الجزء الأخير فيعني الرأس البحري.

### شعار النبالة
شعار النبالة اُعتمد حديثا في 30 أغسطس/آب 1991، وهو يصور حيزا من فور حيوان القاقم مع شريط علوي أحمر اللون، وهذا يرمز لنشاط تربية الحيوانات لأجل فروها المنتشر في البلدية. فرو القاقم يشير أيضا إلى أن الرجال النبلاء والملوك عاشوا قديما في البلدية.

### الكنائس
تملك كنيسة النرويج أبشرية واحدة في بلدية أغدينيس، وهي تابعة لعمادة أوركدال وأسقفية نيداروس.
| الأبشرية | اسم الكنيسة   | تاريخ البناء | موقع الكنيسة |
| -------- | ------------- | ------------ | ------------ |
| أغدينيس  | أغدينيس كيركا | 1857         | أغدينيس      |
| أغدينيس  | لينسفيك كيركا | 1863         | لينسفيك      |
| أغدينيس  | إنغدال كابل   | 1960         | إنغدالن      |

## الاقتصاد
تعد الصناعة أبرز نشاط في البلدية وتشمل إنتاج الحليب، الخشب، فرو الحيوانات والفراولة.
إنتاج الفراولة ظل قطاعا رئيسيا في أغدينيس لأكثر من 100 عام. تم إدخال زراعة الفراولة بواسطة المزارع لارس لـ.سالباك سنة 1886، ثم قدمها لبقية جيرانه من المزارعين. قطف الفراولة كان يتم من طرف النرويجيين، لكن بدءا من سبعينيات القرن العشرين يتم استعمال اليد العاملة الأجنبية، خاصة من بولندا وليتوانيا.

## الجغرافيا
تقع أغدينيس جنوب خلل تروندهايمسفيورد. تضم البلدية عددا من الجزر مثل ليكسا. لأغدينيس حدود مع كل من هيترا، أورلان، ريسا، أوركدال وسنيلفيورد. تقع بحيرة أيانغسفاتنت غرب الجزء الأوسط من البلدية، أما منارة أغدينيس فتقع ضمن خلل تروندهايمسفيورد.
تشكل أغدينيس (خاصة منطقة ليتلفاتنت) موطنا للعديد من الطيور، وهي محمية منذ 1983.

## روابط خارجية
- الدليل السياحي لمقاطعة سور تروندلاغ على Wikivoyage.
- إحصاءات حول البلدية في موقع الإحصاءات النرويجي.